# Saint-Bonnet-le-Bourg
Saint-Bonnet-le-Bourg är en kommun i departementet Puy-de-Dôme i regionen Auvergne-Rhône-Alpes i centrala Frankrike. Kommunen ligger i kantonen Saint-Germain-l'Herm som tillhör arrondissementet Ambert. År 2022 hade Saint-Bonnet-le-Bourg 180 invånare.

## Befolkningsutveckling
Antalet invånare i kommunen Saint-Bonnet-le-Bourg
| Referens: INSEE |